# Teresa Enke
Teresa Enke (18 de fevereiro de 1976) é a presidente da Fundação Robert Enke, uma organização sem fins lucrativos que tem por objetivo a pesquisa e o tratamento da depressão bem como doenças cardíacas em crianças. É viúva do goleiro da Seleção Alemã de Futebol Robert Enke, que suicidou-se em novembro de 2009.
Teresa e Robert Enke conheceram-se na escola de esportes de Jena. Casaram-se em 2000.
Depois que Robert Enke se estabeleceu permanentemente como goleiro do Hannover 96, os Enkes se mudaram para uma casa de fazenda em Empede, distrito de Neustadt am Rübenberge perto de Hannover. Engajaram-se pela organização de bem-estar animal PETA.
A primeira filha deles nasceu em 31 de agosto de 2004. A filha foi submetida a várias operações devido a um sério defeito cardíaco. Ela morreu em 17 de setembro de 2006 após uma operação no ouvido. Em maio de 2009 o casal adotou uma menina de dois meses de idade.
Robert Enke faltou ao Hannover 96 e à seleção nacional no outono de 2009 devido a uma doença que foi oficialmente referida como uma infecção não identificável e só foi anunciada como um episódio depressivo após sua morte. Enke voltou ao treinamento da equipe em outubro e jogou seu primeiro jogo em casa na Bundesliga após seu retorno, dois dias antes de sua morte. Em 10 de novembro de 2009 ele cometeu suicídio na área urbana de Neustadt am Rübenberge, não muito longe de sua casa.
Imediatamente após a morte de seu marido, Teresa Enke voltou-se para o público em uma entrevista coletiva e relatou as circunstâncias de sua doença. Pelo esclarecimento público dessas circunstâncias, ela recebeu agradecimento e alto reconhecimento do clube, da política, dos círculos médicos e da mídia. Nos dias e semanas que se seguiram ela foi o foco de todos os meios de comunicação de massa. O jogador de futebol de Berlim Andreas Biermann disse ao Berliner Zeitung em novembro de 2010 que, graças à entrevista coletiva de Teresa Enke, ele tomou conhecimento de sua própria doença e, portanto, fez terapia em tempo hábil. Biermann suicidou-se em 2014. Enke também ofereceu sua ajuda ao jogador de futebol Markus Miller em relação a sua doença.
Em janeiro de 2010 Teresa Enke lançou a Fundação Robert Enke. Em dezembro de 2015 ela escreveu uma carta aberta ao chefe do Facebook Mark Zuckerberg, que por sua vez publicou uma carta aberta a ela por ocasião do nascimento de sua filha, na qual anunciava, entre outras coisas, que 99% de seus ativos seriam doados a instituições de caridade.
Recebeu o Anel Leibniz Hannover de 2010.